# Gunn City
Gunn City és una població dels Estats Units a l'estat de Missouri. Segons el cens del 2000 tenia 85 habitants.

## Demografia
Segons el cens del 2000, Gunn City tenia 85 habitants, 32 habitatges, i 24 famílies. La densitat de població era de 410,2 habitants per km².
Dels 32 habitatges en un 43,8% hi vivien nens de menys de 18 anys, en un 65,6% hi vivien parelles casades, en un 12,5% dones solteres, i en un 21,9% no eren unitats familiars. En el 15,6% dels habitatges hi vivien persones soles el 6,3% de les quals corresponia a persones de 65 anys o més que vivien soles. El nombre mitjà de persones vivint en cada habitatge era de 2,66 i el nombre mitjà de persones que vivien en cada família era de 3.
Per edats la població es repartia de la següent manera: un 32,9% tenia menys de 18 anys, un 2,4% entre 18 i 24, un 35,3% entre 25 i 44, un 17,6% de 45 a 60 i un 11,8% 65 anys o més.
L'edat mediana era de 30 anys. Per cada 100 dones de 18 o més anys hi havia 103,6 homes.
La renda mediana per habitatge era de 28.333 $ i la renda mediana per família de 27.500 $. Els homes tenien una renda mediana de 31.250 $ mentre que les dones 11.875 $. La renda per capita de la població era d'11.144 $. Entorn del 18,8% de les famílies i el 22,2% de la població estaven per davall del llindar de pobresa.

## Poblacions més properes
El següent diagrama mostra les poblacions més properes.